# Антоновка (Алтайский край)
Антоновка — упразднённое село в Немецком национальном районе Алтайского края. Ликвидировано в 1950-е г., население переселено в село Камыши.

## География
Село располагалось в 4 км к юго-западу от села Камыши.

## История
Основано в 1912 году переселенцами из Поволжья. До 1917 года хутор Подсосновской волости Барнаульского уезда Томской губернии. Сельскохозяйственная артель «Братство».

## Население[1]
| Год     | 1926 |
| ------- | ---- |
| Человек | 101  |